# Ostrý Kámen
Ostrý Kámen (německy Rausenstein) je malá vesnice tvořící část obce Karle. Ostrý Kámen leží asi 4 km západně od Svitav, a jeho katastrální území rozkládající se po obou stranách historické česko-moravské zemské hranice má rozlohu 375,21 ha. Je zde evidováno 27 adres.

## Zajímavosti
V české části katastru se nachází větrná elektrárna, zahrnující tři větrné turbíny.

## Historie
Vesnice byla dříve administrativně rozdělená na dvě části, které však měly stejný český název Ostrý Kámen. Menší západně položená část patří do Čech, v němčině se označovala jako Böhmisch Rausenstein a tvoří ji popisná čísla 14, 15, 16 a 21. Tato část byla osadou obce Karle a neměla vlastní katastrální území. Větší východně položená část patří na Moravu, německy se označovala jako Mährisch Rausenstein a tvořila samostatnou obec, jejíž katastr měl rozlohu 291 hektarů.
Obě části ležely na území největšího německého jazykového ostrůvku na území dnešní České republiky - tzv. Hřebečska. Po Mnichovu byly proto oba Ostré Kameny začleněny do nacistického Německa a roku 1939 v jeho rámci začleněny do nacistické župy Sudetenland jako součást Opavského vládního obvodu. Po skončení druhé světové války se opět staly součástí osvobozeného Československa. V létě roku 1953 došlo k odloučení české části Ostrého Kamene od katastrálního území Karle a jeho sloučení s moravskou částí.

### Pověsti
- Utopený klášter[11]
- Krutost[11]